# Řády, vyznamenání a medaile Kyrgyzstánu

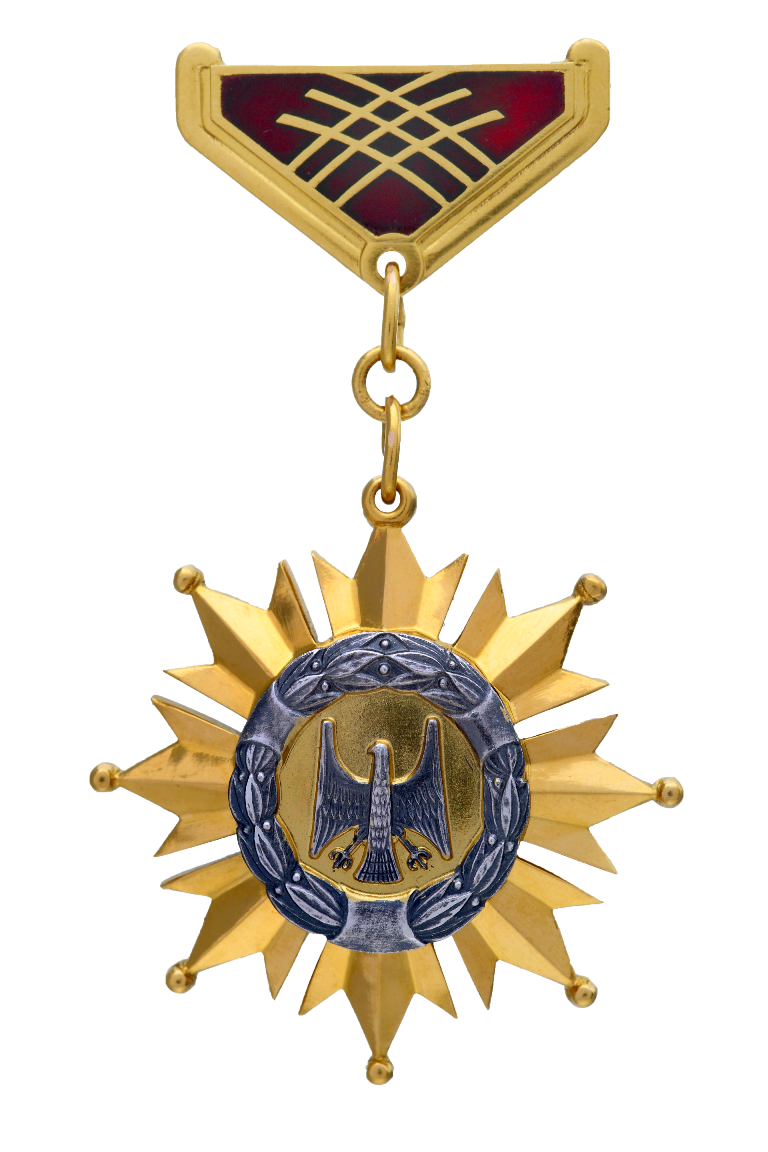
Hrdina Kyrgyzské republiky

Státní vyznamenání Kyrgyzské republiky jsou nejvyšší formou ocenění občanů Kyrgyzstánu, cizích státních příslušníků i osob bez státní příslušnosti a uznáním jejich přínosu k ochraně a posilování svrchovanosti státu a demokratické společnosti, jednotě lidu, zvyšování ekonomického, intelektuálního a duchovního potenciálu země, jakož i za jejich záslužné služby státu a lidu formou veřejné, humanitární, charitativní či jiné činnosti.
Státní vyznamenání Kyrgyzské republiky se udílí nejen občanům Kyrgyzstánu, ale také právnickým osobám a územněsprávním celkům, stejně jako právnickým osobám cizích států za zásluhy o Kyrgyzskou republiku.
Mezi státní vyznamenání Kyrgyzské republiky patří nejvyšší vyznamenání Hrdina Kyrgyzské republiky (Кыргыз Республикасынын Баатыры), řády, medaile a čestné tituly. Udílení státních vyznamenání a propůjčování čestných titulů provádí prezident Kyrgyzské republiky vydáním dekretu o udělení nebo propůjčení vyznamenání, po kterém následuje předání insignií či listin (v případě čestných titulů se jedná pouze o listinu potvrzující jeho propůjčení, v případě jiných vyznamenání se jedná jak o listinu, tak insignie).

## Hrdina Kyrgyzské republiky
Nejvyšším státním vyznamenáním Kyrgyzské republiky je Hrdina Kyrgyzské republiky (Кыргыз Республикасынын Баатыры). Založen byl roku 1996. Udílen je za vynikající služby státu a lidu, za dosažení hrdinského činu ve jménu svobody a nezávislosti Kyrgyzské republiky. Odznak se nosí na levé straně hrudi nad ostatními řády a medailemi.

## Řády
- Manasův řád (Манас ордени) byl založen roku 1996. Udílen je ve třech třídách za mimořádný přínos k posílení státu a jeho ochrany a za zvyšování ekonomického, duchovního a intelektuálního potenciálu země.[2] Řád se nosí na levé straně hrudi před ostatními řády a medailemi.
- Řád Kurmanjan Datka byl založen zákonem č. 198 ze dne 2. listopadu 2011. Udílí se za zásluhy a úspěchy ve veřejné a politické činnosti, za přínos k obraně a posílení státu, k jednotě lidu a k výchově nastupující generace v duchu lásky a úcty k vlasti. Řád se nosí na levé straně hrudi. Řádový odznak má tvar sedmicípé hvězdy položené na sedmicípé stříbrné plaketě. Sedmicípá hvězda je vyrobena ze stříbra a je pokryta zlatou fólií. Cípy jsou zakončeny zlatými kuličkami. Uprostřed řádového odznaku je reliéfní vyobrazení Kurmanjan Datky. Portrét je umístěn na nebesky modrém smaltovaném pozadí. Ve spodní části je nápis Курманжан Датка. Tento nápis je reliéfní, pozlacený a umístěný na tmavě červeném smaltovaném pozadí. Stříbrná destička je zdobena národním vzorem a zirkonovými kameny. Mezi cípy plakety vyčnívá sedm paprsků hvězdy.
- Řád Danaker (Данакер ордени) byl založen roku 1999. Udílen je za velký přínos k posílení míru, přátelství a spolupráce mezi národy, za obzvláště plodnou práci na zachování mezietnické harmonie, zásluhy o rozvoj vědy a ekonomického potenciálu země, za aktivní práci na sbližování.